# مقاطعة دوفين (بنسلفانيا)
مقاطعة دوفين (بالإنجليزية: Dauphin County, Pennsylvania)‏ هي إحدى مقاطعات ولاية بنسيلفانيا في الولايات المتحدة. بلغ عدد سكانها 268100 نسمة في عام 2010 حسب إحصاء مكتب تعداد الولايات المتحدة.

## وصلات خارجية
- www.dauphincounty.org